# Romain Ravaud
Pour les articles homonymes, voir Ravaud.
Romain Ravaud, né le 8 janvier 1984 à Nevers, est un chef d’entreprise français, dirigeant de l’entreprise Whylot. Titulaire d'un master de recherche en acoustique fondamentale et docteur en mécatronique, Il est auteur et co-auteur de 45 brevets.

## Formation
En 2007, Romain Ravaud obtient un diplôme à l’ENSIM dans le domaine de l'acoustique et des vibrations, qu’il complète par un master en acoustique fondamentale où il termine major de sa promotion. 
En 2009, il décroche un doctorat en mécatronique à l’université du Mans. La même année, il est sélectionné parmi les 100 meilleurs jeunes chercheurs dans le domaine du magnétisme pour participer à l’IEEE Magnetics Summer School à Nankin en Chine dont il ressort diplômé.

## Travaux

### Recherches sur le magnétisme
Romain Ravaud est l’auteur de 40 publications scientifiques dans le domaine du magnétisme, ce qui lui vaut en 2011 le Scopus Young Scientist Researcher Award France, qui le récompense pour avoir obtenu le record de publications scientifiques.

### Moteur électrique à flux axial
Romain Ravaud met en pratique ses connaissances sur la mécatronique et les vibrations en créant, en février 2011, la société Whylot, basée à Cambes, dans le département du Lot.
Ses recherches donnent naissance à un moteur électrique à flux axial performant.

## Récompenses
- 2010 : Prix de la meilleure thèse, Université du Mans[6]
- 2011 : Scopus Young Scientist Researcher Award[7]
- 2013 : Prix du jeune entrepreneur, catégorie industrie, La Tribune[7]
- 2013 : Prix du meilleur entrepreneur de l’année, La Tribune[3]
- 2013 : Prix « Les Septuors », La Dépêche du Midi[8]
- 2013 : « Grand Prix Thésame », Mécatronique
- 2013 : Lauréat du concours innovation « Les Innov’ations », Région Occitanie
- 2018 : Prix « Les Septuors », La dépêche[8]
- 2021 : Lauréat de France Relance[9]